# Lissodiadema
A Lissodiadematidae család a Diadematoida rendhez tartozik.

## Rendszerezés
Lissodiadematidae család – 1 nem
- Lissodiadema nem - 2 faj
  - Lissodiadema lorioli (Mortensen, 1903)
  - Lissodiadema purpureum (Agassiz & Clark, 1907)